# Gersau
Gersau est une commune suisse du canton de Schwyz, située dans le district de Gersau.

## Géographie

Vue aérienne de 200 m par Walter Mittelholzer (1919)

Gersau est située au bord du lac des Quatre Cantons.
Selon l'Office fédéral de la statistique, Gersau mesure 14,37 km2. 

## Histoire
Une cité-État a existé autour de l'actuelle ville de Gersau, en Suisse, de 1433 à 1817, voir République de Gersau.
Depuis 2019, le village, grâce à sa beauté architecturale particulière, son histoire et sa localisation privilégiée, est membre de l'association "Les plus beaux villages de Suisse".

## Démographie
Selon l'Office fédéral de la statistique, Gersau possède 2 384 habitants fin 2022. Sa densité de population atteint 166 hab./km2.
Le graphique suivant résume l'évolution de la population de Gersau entre 1850 et 2008 :